# V.S.O.P. (Album)
V.S.O.P. ist ein Jazz-Funk-Album von Herbie Hancock, das 1976 live auf dem Newport Festival aufgenommen wurde und 1977 bei Columbia veröffentlicht wurde.

## Hintergrund
Das Konzert wurde von George Wein geplant und fand am 29. Juni 1976 in New York als Teil des Newport Jazz Festivals statt. Das Konzert stand unter dem Titel Retrospective of The Music of Herbie Hancock, kann jedoch auch als Hommage an Miles Davis gesehen werden, da viele der beteiligten Musiker bei Davis gespielt hatten. Eine Teilnahme von Davis war wegen gesundheitlicher Probleme ausgeschlossen. Miles soll auf die Anfrage von Hancock geantwortet haben: How do you think that would be, to be a sideman for one of my sidemen? That'd be a little funny.
Das Konzert wurde in drei verschiedenen Besetzungen aufgenommen. Auf den ersten vier Stücken spielen Hancock, Hubbard, Shorter, Carter und Tony Williams (die Band V.S.O.P). Die Stücke 5 und 7 (bei Nr. 6 handelt es sich um die Vorstellung der Musiker) wurde in der Besetzung der Band Mwandishi aufgenommen. Der Afrika-Bezug wurde durch die Namensgebung der Bandmitglieder offensichtlich, da alle Pseudonyme aus der Swahili-Sprache annahmen: Mwandishi/Herbie Hancock, Mchezaji/Buster Williams, Jabali/Billy Hart, Mganga/Eddie Henderson, Mwile/Bennie Maupin und Pepo Mtoto/Julian Priester. Bei den letzten zwei Stücken spielen Hancock, Maupin, Parker jr., Wah Wah Watson, Jackson, Levi und Nash (die Band The Headhunters).
Die erste Band, das V.S.O.P-Quintett, spielte die Stücke Maiden Voyage, mit dem Hancock berühmt wurde, sowie Nefertiti von Shorter, das Davis auf dem gleichnamigen Album aufnahm, fast in der Originalbesetzung des Miles Davis Quintetts. Hancock spielt allerdings im Gegensatz zur Originalbesetzung ein elektrisches Piano und Davis wurde durch Hubbard ersetzt.
Die zweite Besetzung, Mwandishi, spielte zwei Stücke von Hancock, Toys mit einem feinfühligen Trompeteneinsatz von Henderson, und You’ll Know When You Get there.
Die dritte Band, The Headhunters (live vorgestellt als The Herbie Hancock Group), spielte zwei Funk-betonte Stücke von Hancock, Jackson und Melvin Wah Wah Watson Ragin, Hang up your hang ups und Spider. Hang up your hang ups beginnt mit der Vorstellung der einzelnen Band-Mitglieder durch Hancock, die nach und nach mit ihren Instrumenten in das Stück einsteigen.
Das Album führt teilweise mit Titeln wie „Hang Up Your Hang Ups“ den 1974 von Hancock mit dem Album „Head Hunters“ eingeschlagenen Weg vom Jazz in Richtung Funk fort, der mit dem Welthit „Rockit“ 1983 einen Höhepunkt fand.
Andererseits zeigte das Album, dass es Mitte der siebziger Jahre wieder verstärkt eine Nachfrage nach akustischem Jazz gab, wie ihn das zweite Miles Davis Quintett in den sechziger Jahren vor Beginn der Fusion-Welle gespielt hatte.

## Titelliste
1. Piano Introduction – 4:32
2. Maiden Voyage (Hancock) – 13:18
3. Nefertiti (Shorter) – 5:17
4. Introduction of Players/Eye of the Hurricane (Hancock) – 18:35
5. Toys (Hancock) – 14:00
6. Introductions – 1:47
7. You'll Know When You Get There (Hancock) – 7:00
8. Hang Up Your Hang Ups (Hancock, Jackson, Ragin) – 11:54
9. Spider (Hancock, Jackson, Ragin) – 10:12